# Diphtherie
Die Diphtherie, auch Bräune oder Halsbräune (im Altertum und auch später noch Halsenge, Hundswürger und andere Bezeichnungen), zu Beginn des 20. Jahrhunderts noch „Würgeengel der Kinder“ genannt, ist eine vor allem im Kindesalter auftretende, akute Infektionskrankheit, die durch eine Infektion der oberen Atemwege mit dem grampositiven Corynebacterium diphtheriae, dem „Diphtheriebazillus“, hervorgerufen wird (Rachendiphtherie). Gefürchtet ist das von diesem Erreger abgesonderte Diphtherietoxin, ein Exotoxin, das zu lebensbedrohlichen Komplikationen und Spätfolgen führen kann. Hiervor schützt der Diphtherieimpfstoff. Diphtherie ist in Deutschland, Österreich und der Schweiz eine meldepflichtige bzw. anzeigepflichtige Krankheit.

## Etymologie

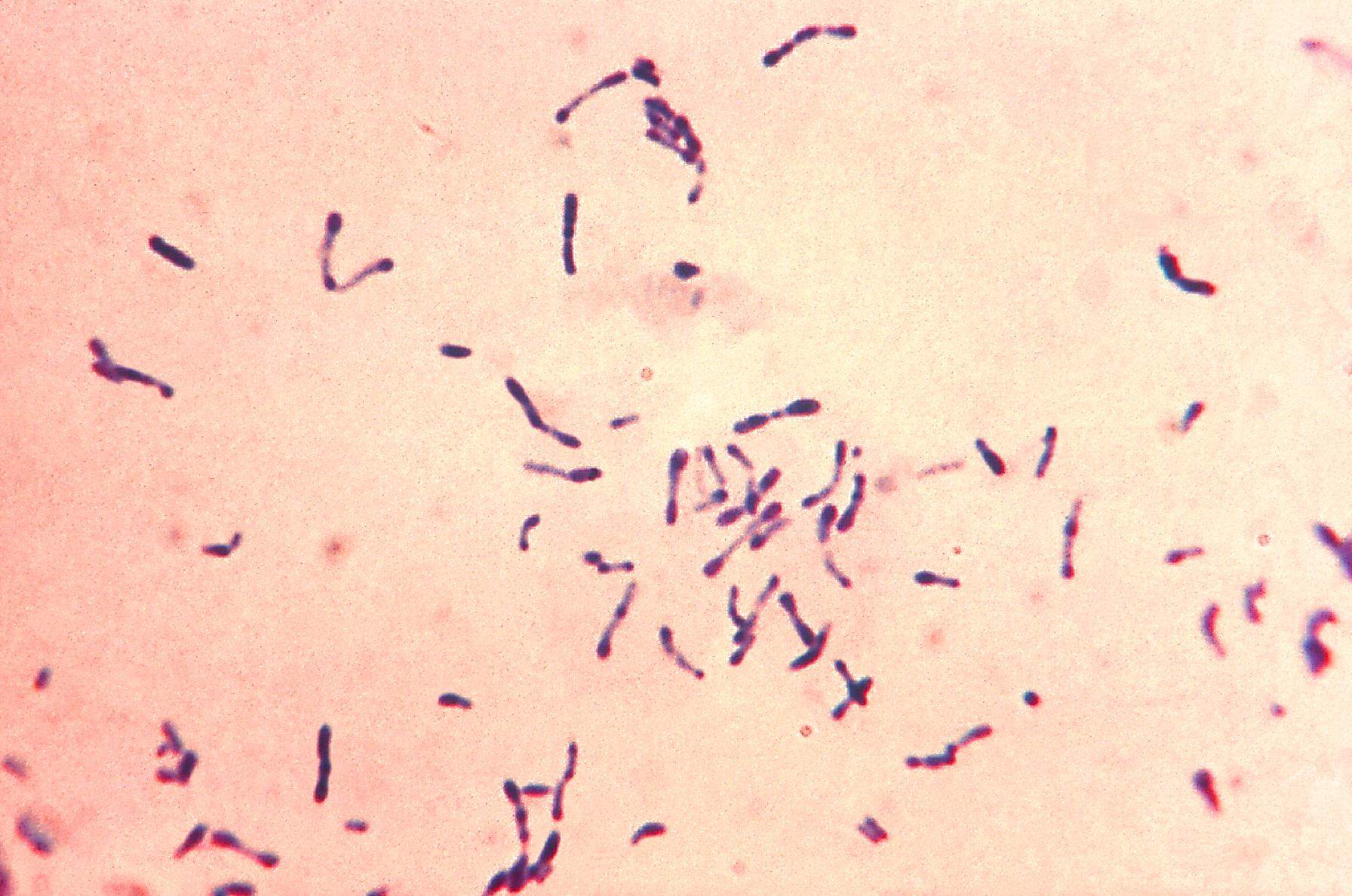
Corynebacterium diphtheriae

Die Bezeichnung Diphtherie (englisch diphtheria, französisch diphthérie) führte Pierre Fidèle Bretonneau ab 1826 als diphtherite („Diphtheritis“) in den medizinischen Sprachgebrauch ein. Es ist eine Wortbildung mit griechischem Ursprung (französischer Gräzismus), abgeleitet von altgriechisch διφθέρα diphthéra („zubereitete Haut“, Leder, Lederrollenpaar) und der Endung -itis für Entzündung. Das Wort bezieht sich auf die Halsbräune, dunkle Pseudomembranen (lederartige braune Beläge im Kehlkopf und in der Luftröhre) aus abgestorbener Schleimhaut und Blutbestandteilen.
Im Französischen hat sich daraus das Wort diphthérie entwickelt, von dem die deutsche Form abgeleitet ist. Die Krankheit wurde auch als Rachenbräune und (wie erstmals als breune 1525 bei Paracelsus) Bräune und später als (Echter) Krupp(husten) oder croup (von schottisch croup „Heiserkeit“) bezeichnet. Der Diphtherie ähnliche Erkrankungen werden als diphtheroid bezeichnet.

## Erreger
Die Diphtherie wird durch das toxinbildende (giftstoffbildende) Bakterium Corynebacterium diphtheriae ausgelöst und ist von Mensch zu Mensch durch Tröpfchen- oder Schmierinfektionen übertragbar, beispielsweise durch engen Kontakt beim Niesen, Husten oder Küssen, selten auch über Gegenstände (vgl. Sterilisation). Der Mensch stellt zwar das Hauptreservoir dar, ist aber nicht die einzige Übertragungsquelle. Auch klinisch gesunde Bakterienträger können die Krankheit übertragen, da der Impfstoff zwar gegen die Symptomatik des Diphtherietoxins wirkt, aber sich nicht gegen das Bakterium richtet. Das mit C. diphtheriae eng verwandte, zoonotische Bakterium C. ulcerans und sehr selten C. pseudotuberculosis können ebenfalls die systemischen Symptome der Krankheit hervorrufen und werden im Gegensatz zu C. diphtheriae von Tieren übertragen. In tropischen Regionen kann Diphtherie auch über Kratzwunden nach Insektenstichen oder Krätze ausbrechen.
Es sind zwei Formen beschrieben: Die Rachendiphtherie als schwere Rachenentzündung sowie die Hautdiphtherie als teils ausgestanzt und schmierig belegte Hautläsionen. Für die letztere müssen die Erreger in Wunden bzw. Hautläsionen gelangen, insbesondere über eine Schmierinfektion.
Ein Giftstoff des Erregers, das nach dem Bakterium benannte Diphtherietoxin, hemmt die Proteinbiosynthese durch Inaktivierung des Elongationsfaktors EF-2. Die Erreger bilden das phagenkodierte Diphtherietoxin allerdings nur, falls sie mit einem Bakteriophagen (wie dem „Corynebacterium-Phage beta“) infiziert sind. Mit dem Blut werden sie auch zu entfernt von der Entzündungsstelle liegenden Organen transportiert, wie beispielsweise Herz, Leber und Niere. Dies kann zu den (lebens-)gefährlichen Komplikationen der Diphtherie führen.

## Häufigkeit und Verbreitung

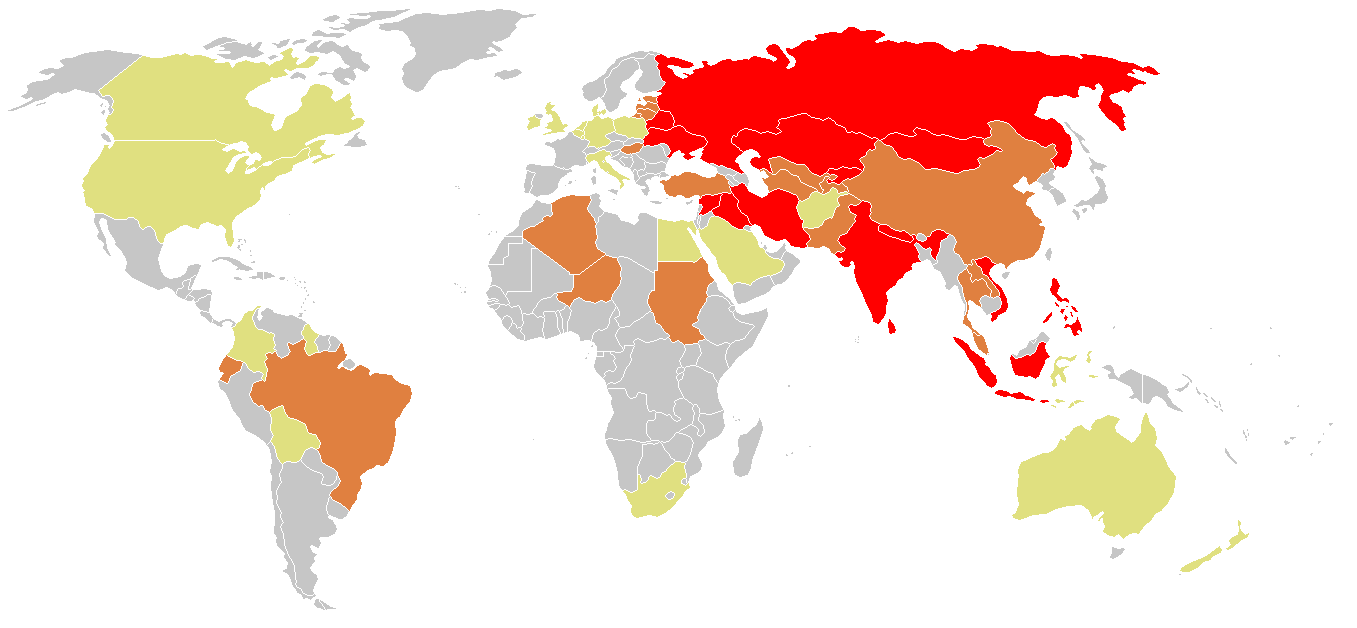
Verbreitung der Diphtherie (WHO 1997)
mehr als 100 gemeldete Fälle
50 bis 100 gemeldete Fälle
1 bis 49 gemeldete Fälle
keine Fälle gemeldet

Die Häufigkeit der Erkrankung ist durch die vom Mediziner und Nobelpreisträger Emil von Behring eingeführte passive Impfung mit Serum, das er ab 1893 als wirksames Heilserum zur Diphterieserumbehandlung zur Verfügung stellen konnte, und die von Gaston Ramon eingeführte aktive Impfung mit Diphtherietoxoid sehr stark zurückgegangen. Während des Zweiten Weltkrieges grassierte die in Europa letzte große Epidemie mit ca. 3 Millionen Erkrankungen. Bevor in Europa in den 1960er Jahren die Morbidität stark zurückging, wurden im Herbst und Winter die häufigsten Erkrankungen registriert. Die Krankheit ist jedoch nicht, wie beispielsweise die Pocken, ausgerottet. Sobald die Durchimpfungsrate unter einen bestimmten Wert sinkt, nehmen die Erkrankungszahlen wieder erheblich zu. Das war in Russland zu beobachten, wo 1994 nach dem Zusammenbruch der Sowjetunion 48.000 Fälle auftraten. Dort waren die Durchimpfungsraten auf 73–77 % gesunken, geplante Impfmaßnahmen fielen wegen des Ausfalls staatlicher und gesundheitspolitischer Autoritäten aus.
2018 wurden in Deutschland 27 Fälle dem PEI übermittelt, 26 Fälle als Hautdiphtherie, ein Fall als Rachendiphtherie. 2021 meldete das Robert Koch Institut 22 Fälle, 2022 wurden 138 Erkrankungen verzeichnet. Während in westlichen Ländern wie Europa oder den USA nur noch Einzelfälle auftreten, tritt Diphtherie in Entwicklungsländern häufiger auf, endemisch im östlichen Mittelmeerraum, in weiten Teilen Asiens, Südamerikas sowie Afrikas.
Ab August 2022 wurden in der Schweiz in mehreren Bundesasylzentren Fälle von Diphtherie festgestellt. Zuvor ist Rachendiphtherie in der Schweiz letztmals 1983 aufgetreten.

## Symptome

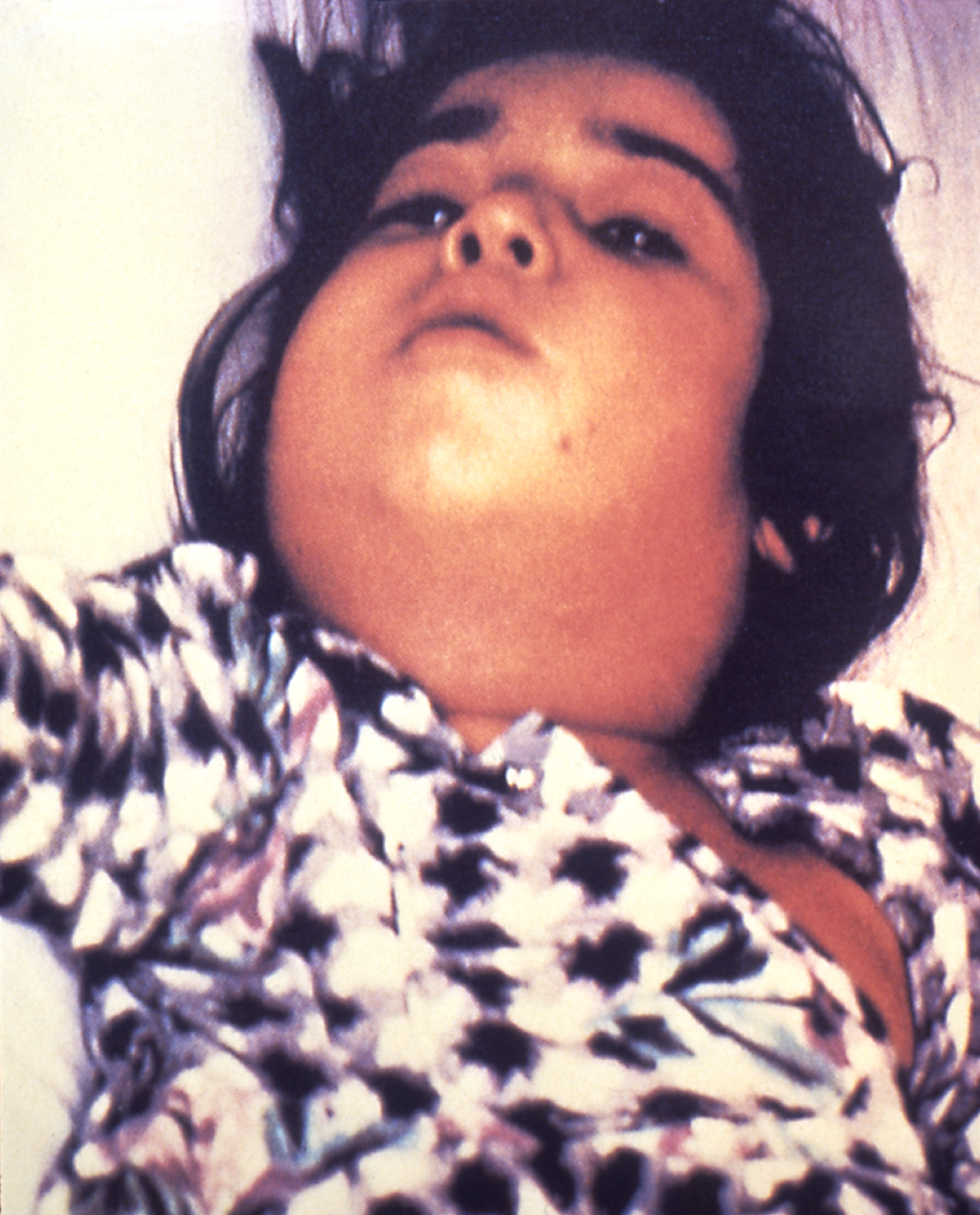
Kind mit geschwollenem Hals aufgrund der Entzündung

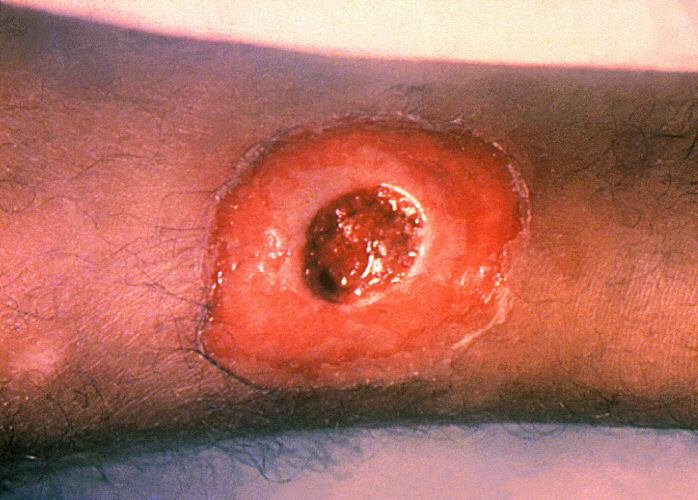
Eine diphtherische Hautläsion am Bein

Die Schwere und Ausgestaltung der Symptome, die zwei bis sechs Tage (selten auch acht Tage) nach der Infektion auftreten (Inkubationszeit), hängen ab von der Immunlage des Erkrankten. Sie ist differenzialdiagnostisch vom Pseudokrupp und von der Epiglottitis abzugrenzen. Bakterienträger selbst können wochenlang ansteckend sein, ohne dass sie Symptome zeigen. Primärer Ansiedlungsort sind die Mandeln (Tonsillen).
- Bei lokalisierten Diphtherien (Mandel- und Rachendiphtherie) treten zu Beginn Angeschlagenheit, Übelkeit und Schluckschmerzen auf, häufig verbunden mit Bauch- und Gliederschmerzen; Erbrechen ist eher selten. Zunehmendes Fieber. An den Mandeln entwickelt sich ein gelblich-weißer Belag. Dieser kann sich schnell im ganzen Rachenraum ausbreiten. Ein faulig-süßlicher Geruch ist meist auch vorhanden.
- Die Nasendiphtherie tritt bevorzugt bei Säuglingen und Kleinkindern auf, verbunden mit behinderter Nasenatmung, Unruhe und gestörter Nahrungsaufnahme. Seröser oder eitrig-blutiger Schnupfen tritt auf, häufig verbunden mit Gewebszerstörung und Krustenbildung am Naseneingang.
- Als Ersterkrankung tritt die Kehlkopfdiphtherie meist im Gefolge der Rachendiphtherie auf. Symptomatisch sind bellender Husten, zunehmende Heiserkeit und Stimmlosigkeit (Aphonie), zusammengefasst als Echter Krupp, früher auch Angina diphtheritica[23] genannt. Das Einatmen ist erschwert und mit Pfeifgeräuschen (Stridor) verbunden.
- Seltenere Diphtherieformen sind die Hautdiphtherie mit Geschwüren und Verletzungen sowie die Bindehautdiphtherie mit blutig-wässriger Absonderung und Membranbildung und häufiger Hornhautbeteiligung.
- Im fortgeschrittenen Stadium der Diphtherie weitet sich die Membranbildung rasch und intensiv auf Mandeln, Gaumen, Gaumenzäpfchen und Nasenschleimhaut aus; lokale Lymphknotenschwellungen treten auf.

Ein Lokalinfekt (Nasen-Rachen-Raum, Haut) kann gegen Ende in eine Allgemeinreaktion (toxische Allgemeinkrankheit) übergehen, wodurch andere Organe betroffen werden (siehe Komplikationen).

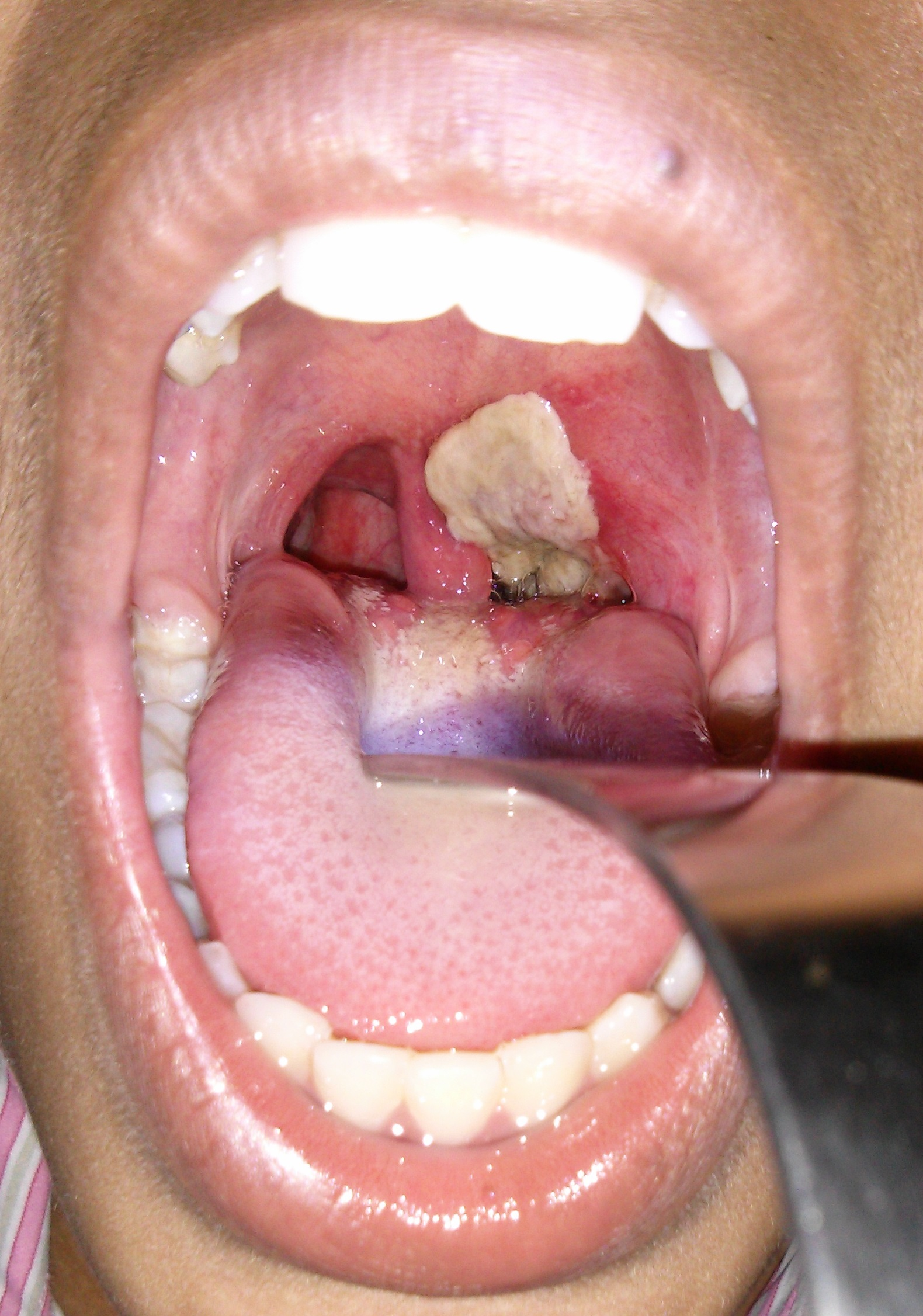
Klinisches Bild einer pharyngealen Diphtherie mit weißlich-grauen, pseudomembranösen Belägen, die konfluierend auch die Mandelgrenzen überschreitet

## Untersuchung
Die Diagnose durch einen bakteriologischen Test ist frühestens in zwölf Stunden zu erhalten. Deshalb muss im Verdachtsfall, besonders bei toxischer Diphtherie, sofort anhand des klinischen Bildes therapiert werden.
Die Diagnose kann klinisch gestellt werden. Charakteristisch ist der süßlich-fade Mundgeruch sowie pseudomembranöse fest anhaftende graugelbe Beläge auf geschwollenen, geröteten Mandeln.

## Impfung
Die Diphtherieimpfung verhindert einige Jahre lang schwerwiegende Erkrankungen der Geimpften nach einer Infektion, nicht aber die Einnistung (Kolonisation) der Erreger in der Schleimhaut von Rachen und Nase und auf der Haut, so dass auch unter Geimpften Diphtheriesymptome auftreten können, die aber bei weitem nicht so gefährlich sind wie beim klassischen Erscheinungsbild der Erkrankung von Personen ohne Antitoxin-Antikörper. Diese mehr oder weniger asymptomatischen Keimträger können die Erreger an andere Personen oder an Gegenstände weitergeben, die Impfung unterbricht also nicht mit Sicherheit die Infektionskette. Solche Keimträger sollten zur Beseitigung der Erreger antibiotisch behandelt werden.

## Behandlung

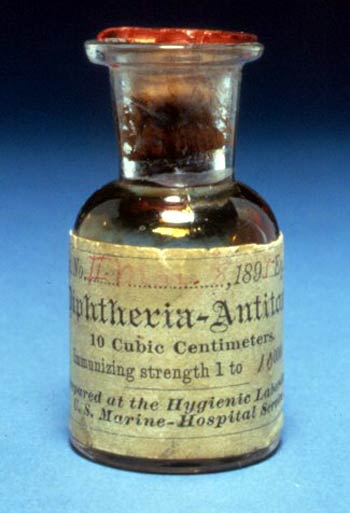
Diphtherie-Antitoxin, historisch

Bei Verdacht auf Diphtherie sollte sofort die Behandlung in einer Klinik erfolgen, die Art der Behandlung hat sich seit den Zeiten von Emil von Behring kaum verändert. Dort erfolgt zur umgehenden Neutralisierung des noch nicht zellgebundenen Toxins von C. diphtheriae die sofortige Gabe von:
- Antitoxin (Immunserum vom Pferd) – passive Immunisierung: Zur Behandlung werden Antikörperseren (Antitoxin) verabreicht (10.000–100.000 I.E. i. m. oder i.v.).[28] Das Antikörperserum bindet die Bakterientoxine und macht sie dadurch unschädlich. Das Antitoxin ist in Deutschland über Medikamentendepots der Bundesländer (Notfalldepots der Landesapothekerkammern) für toxikologische Notfälle erhältlich.
- bei schwerer, mehr als drei Tage Symptome zeigender Infektion zusätzlich hochdosierte Antibiotika: Penicillin wird für mindestens 10 Tage eingesetzt, um die Bakterien abzutöten. Bei bekannter Allergie gegen Penicillin kann auf Erythromycin, Tetracycline, Rifampicin oder Clindamycin ausgewichen werden.

Bei Verschluss der Atemwege muss eine endotracheale Intubation oder ein Luftröhrenschnitt (mit nachfolgender endotrachealer Intubation) bzw. eine Koniotomie mit (endolaryngealer) Intubation erfolgen – sie wurde von Pierre Fidèle Bretonneau notfallmäßig eingeführt. Bettruhe für fünf bis sechs Wochen ist notwendig, um die Gefahr einer Herzschädigung zu minimieren. Bei guter und richtiger Behandlung bleiben kaum Schäden und die Letalität ist gering.
Zur Prophylaxe werden bei Personen, die mit der Atemluft des Erkrankten in Kontakt gekommen sind, falls erforderlich Auffrischimpfung, eine tägliche Kontrolluntersuchung über eine Woche, Gabe von Penicillin V und Isolation vorgeschlagen.

## Komplikationen
Als toxische Komplikationen infolge einer toxischen Allgemeinkrankheit (zu Beginn oder am Ende einer Lokalinfektion) treten v. a. Herzschäden (Myokarditis, Endokarditis), Nierenschäden und eine Polyneuritis (Nervenentzündung) auf: So mussten während der Diphtherie-Epidemie 1995 in Kirgisistan 656 Patienten stationär behandelt werden. Bei 22 % wurde eine Herzmuskelentzündung und bei 5 % eine Polyneuritis diagnostiziert.
- Die Herzmuskelentzündung ist mit der Möglichkeit von Reizleitungsstörungen, Herzvergrößerung und Kreislaufversagen verbunden; ein plötzlicher Herztod tritt als „Frühtod“ in der ersten Krankheitswoche oder als „Spättod“ in der Rekonvaleszenz auf.
- Die Polyneuritis äußert sich als Lähmung verschiedener Hirnnerven bzw. Hirnnervenäste wie des Nervus facialis oder Nervus recurrens und kann zu einer Lähmung des Gaumensegels, der Augenmuskeln oder zu einer Schluckbehinderung oder auch Schlucklähmung führen, sodass aufgenommene Nahrung über die Nase hochgewürgt werden kann. Die periphere Polyneuritis kann sich in der Regel ein bis drei Monate nach Beginn der Erkrankung entwickeln.
- Eine Pneumonie tritt bei der Hälfte der Todesfälle auf.
- Seltenere Komplikationen sind eine Nephritis mit Einschränkung der Nierenfunktion oder Nierenversagen, Bakteriämie, Endokarditis, Lungenembolien oder Enzephalitis.

Hintergrund für diese schweren Komplikationen ist die Ausbreitung der Erreger in andere Organe. So werden Nervenzellen, Leberzellen oder Muskelzellen beschädigt oder getötet. Gerade durch die toxinbedingte Herzmuskelschädigung starb in den 1980er Jahren jeder vierte Diphtheriepatient. Ebenfalls gilt bei Kleinkindern oder Säuglingen eine eitrig-blutige Nasendiphtherie als wichtige Komplikation.

## Geschichte der Diphtherie
Diphtherie ist seit dem Altertum bekannt, bereits Hippokrates hatte die Krankheit beschrieben. Guillaume de Baillou beschrieb 1640 eine 1576 in Paris aufgetretene Diphtherie-Epidemie. Der Schotte Francis Home bezeichnete die Diphtherie im 18. Jahrhundert als „Croup“. Als spezifische Allgemeinerkrankung wurde die Diphtherie von dem Franzosen Armand Trousseau (1801–1867) erkannt, demgemäß die bei Diphtherie auftretenden Lähmungen und deren Zusammenhang mit der Erkrankung zuerst von Martino Ghisi (1747), Jean Baptiste Louis Chomel (1748) oder Samuel Bard (1771) beschrieben wurde. Ihren Namen erhielt die Diphtherie als diphtheritis von Pierre Bretonneau, von dem eine klassische Beschreibung dieser auch „Bretonneau-Krankheit“ genannten Erkrankung aus dem Jahr 1826 stammt.

### Entdeckung des Erregers
- 1826 – Pierre Fidèle Bretonneau führt die Bezeichnung Diphtheritis in den medizinischen Sprachgebrauch ein
- 1858 – Untersuchungen zur Auslösung der Diphtherie durch Mikroorganismen
- 1883 – Edwin Klebs (Zürich) entdeckt im Mikroskop das Bakterium in diphtherischen Membranen (bzw. Belägen)[36][2]
- 1884 – Friedrich Loeffler (Berlin) identifiziert am Kaiserlichen Gesundheitsamt das Corynebacterium diphtheriae als Erreger der Diphtherie, ihm gelingt die Reinkultur im „Löffler-Serum“[2]
- 1896 – Gruppe: Corynebakterien (von griechisch κορύνη coryne, deutsch ‚Keule‘)
- 1951 – Victor J. Freeman: Identifizierung nicht-pathogener (avirulenter) Diphtherie-Stämme[2][37]

### Immunisierung
- 1888 – Émile Roux und Alexandre Yersin: Toxinnachweis in keimfreien Kulturfiltraten[2]
- 1889 – Emil Adolf von Behring: Antitoxin. Serum Träger der Immunität
- 1890 – von Behring und Shibasaburo Kitasato: Entdeckung des Antitoxins (Antikörper) im Blut kranker Tiere, Antitoxin ist prinzipiell übertragbar
- 1894 – William Hallock Park und Anna Wessels Williams entwickeln am New York City Department of Health ein Antitoxin; von Behring führt das „Diphtherie-Heilserum“ ein[2]
- 1898 – von Behring und Erich Wernicke: Immunität durch Injektion von neutralisiertem Diphtherietoxin (Diphtherieimpfstoff)
- 1900 – Paul Ehrlich: Hitzeinaktivierung des Toxins[2]
- 1901 – Kontaminationen des Jim-Antiserums führen zur Prüfung von Impfstoffen auf Pathogene
- 1901 – Nobelpreis für Physiologie oder Medizin für von Behring
- 1913 – von Behring: Toxin-Antitoxinmischung für Immunisierung
- 1913 – Béla Schick entdeckt die Toxin-Hautreaktion[38]
- 1924 – Gaston Ramon behandelt das Toxin mit Wärme/Formalin für Impfung; Diphtherietoxoid (damals noch „Anatoxin“ genannt)[2]
- 1960 – In der DDR wird die Toxoid-Impfung gegen Diphtherie Teil der Pflichtimpfungen
- 1961 – In der BRD wird die Toxoid-Impfung gegen Diphtherie Teil der amtlich empfohlenen Impfungen

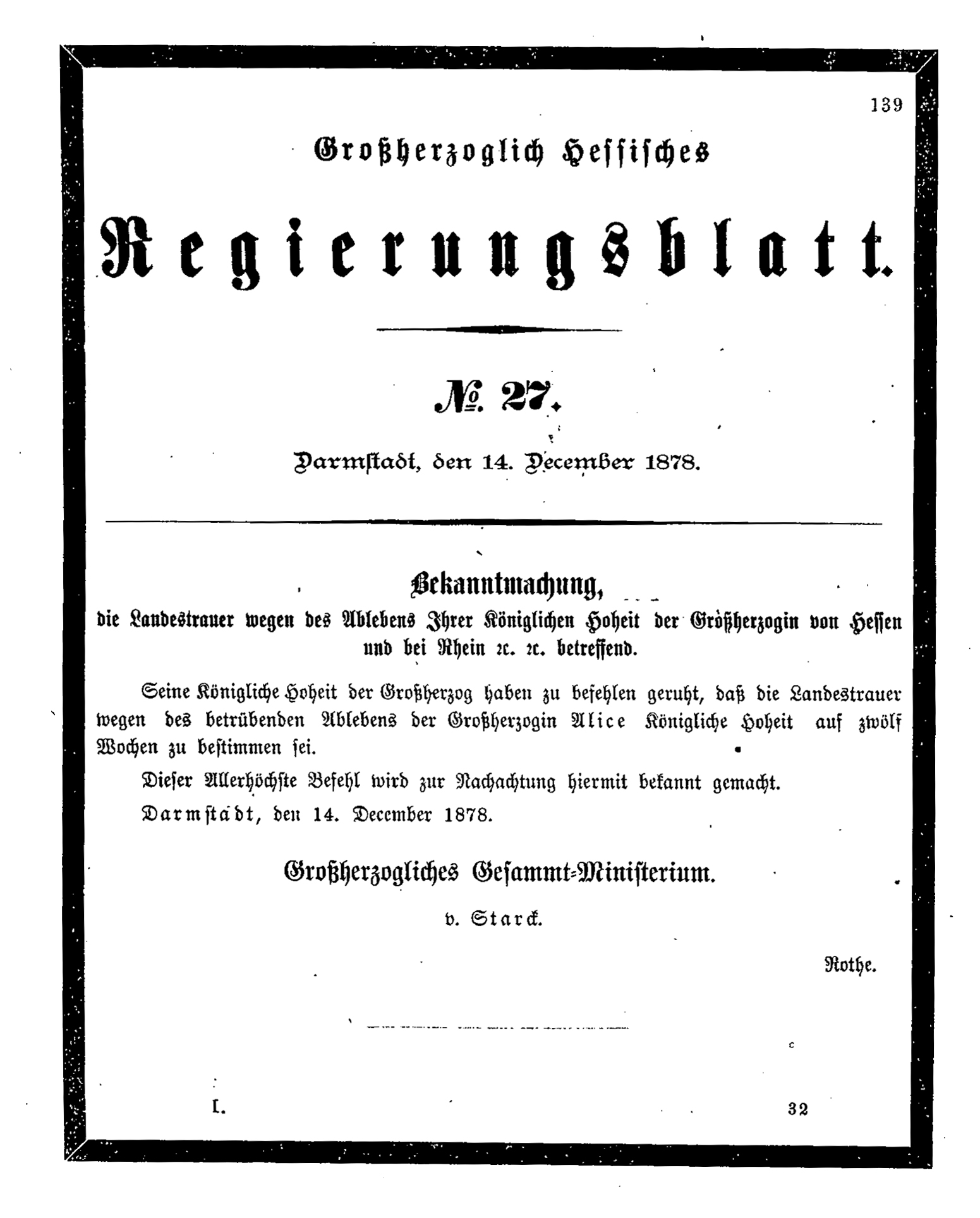
Verkündung der Staatstrauer für die an Diphtherie verstorbene Großherzogin Alice von Hessen, 1878

## Meldepflicht
In Deutschland sind bezüglich der Diphtherie der Verdacht einer Erkrankung, die Erkrankung und der Tod daran namentlich meldepflichtig nach § 6 des Infektionsschutzgesetzes (IfSG). Ebenso ist der direkte oder indirekte Nachweis von Toxin-bildendem Corynebacterium spp. namentlich meldepflichtig nach § 7 IfSG, soweit der Nachweis auf eine akute Infektion hinweist. Meldepflichtig sind die feststellenden Ärzte bzw. Labore usw. (§ 8 IfSG).
In Österreich ist Diphtherie eine anzeigepflichtige Krankheit gemäß § 1 Absatz 1 Nummer 2 Epidemiegesetz 1950. Die Anzeigepflicht bezieht sich auf Erkrankungs- und Todesfälle. Zur Anzeige verpflichtet sind unter anderen Ärzte und Labore (§ 3 Epidemiegesetz 1950).
In der Schweiz ist bei klinischem Verdacht der Krankheit Diphtherie die Veranlassung einer erregerspezifischen Labordiagnostik für Ärzte, Spitäler usw. vorgeschrieben sowie ein positiver laboranalytischer Befund (oder ein negativer Befund bei Test auf Toxin-Gen) zum Erreger Corynebacterium diphtheriae (und anderer toxinbildender Corynebakterien) für Laboratorien meldepflichtig, und zwar nach dem Epidemiengesetz (EpG) in Verbindung mit der Epidemienverordnung und Anhang 1 bzw. Anhang 3 der Verordnung des EDI über die Meldung von Beobachtungen übertragbarer Krankheiten des Menschen.